# Gare de Perrignier
La gare de Perrignier est une gare ferroviaire française de la ligne de Longeray-Léaz au Bouveret, située sur le territoire de la commune de Perrignier dans le département de la Haute-Savoie, en région Auvergne-Rhône-Alpes.
C'est une halte voyageurs de la Société nationale des chemins de fer français (SNCF) desservie par les trains de la ligne L1 du RER transfrontalier Léman Express et des trains TER Auvergne-Rhône-Alpes.

## Situation ferroviaire
Établie à 530 mètres d'altitude, la gare de Perrignier est située au point kilométrique (PK) 192,952 de la ligne de Longeray-Léaz au Bouveret, entre les gares ouvertes de Bons-en-Chablais et de Thonon-les-Bains.
Une voie d'évitement permet le croisement des trains sur la voie unique et la gare dispose de 2 voies de service.

## Histoire
La gare de Perrignier est mise en service le 30 août 1880 par la Compagnie des chemins de fer de Paris à Lyon et à la Méditerranée (PLM), lorsqu'elle ouvre à l'exploitation la section de Collonges-sous-Salève à Thonon-les-Bains. 

## Service des voyageurs

### Accueil
Halte SNCF, c'est un point d'arrêt non géré (PANG) à accès libre. Elle est équipée d'automates pour l'achat de titres de transport.

### Desserte

#### Historique de la desserte
- Le 29 septembre 1996, création d'un train quotidien Évian-les-Bains - Valence via Annecy, Chambéry-Challes-les-Eaux et Grenoble (et retour).
- Le 20 novembre 2006, mise en service des rames automotrices à deux niveaux de la série Z 23500 de la SNCF entre Genève-Eaux-Vives et Évian-les-Bains.
- Le 8 décembre 2007, dernier jour de circulation du train quotidien Évian-les-Bains - Valence-Ville (et retour).
- Le 9 décembre 2007, mise en service de la première phase de l'horaire cadencé sur l'ensemble du réseau TER Rhône-Alpes et donc pour l'ensemble des circulations ferroviaires régionales.
- Le 27 novembre 2011, dernier jour de la circulation Genève-Eaux-Vives et Évian-les-Bains pour cause de fermeture provisoire de la gare des Eaux-Vives en vue du projet de la ligne CEVA
- Le 15 décembre 2019, La relation Évian-les-Bains ↔ Lyon Part-Dieu (via Thonon-les-Bains - Annemasse - Bellegarde - Culoz - Ambérieu-en-Bugey) est limitée au tronçon Évian-les-Bains ↔ Bellegarde[3].
- Le 15 décembre 2019, mise en service des rames automotrices Léman Express entre Coppet et Évian-les-Bains (via Genève-Cornavin, Annemasse et Thonon-les-Bains).

#### Desserte actuelle
La gare de Perrignier est desservie:
- par ligne L1 du Léman Express sur la relation Coppet ↔ Évian-les-Bains via Genève-Cornavin, Annemasse et Thonon-les-Bains[4];

- par des trains TER Auvergne-Rhône-Alpes sur la relation Bellegarde ↔ Évian-les-Bains via Annemasse et Thonon-les-Bains.

### Intermodalité
Un parc parking pour les véhicules y est aménagé. La ligne 141 du réseau Star't y transite.

## Service des marchandises
Perrignier est une gare accueillant le service RégioRail Rhône Alpes qui dispose d'un service pour le transport par « train massif » en gare et sur une installation terminale embranchée (ITE).

## Galerie de photographies

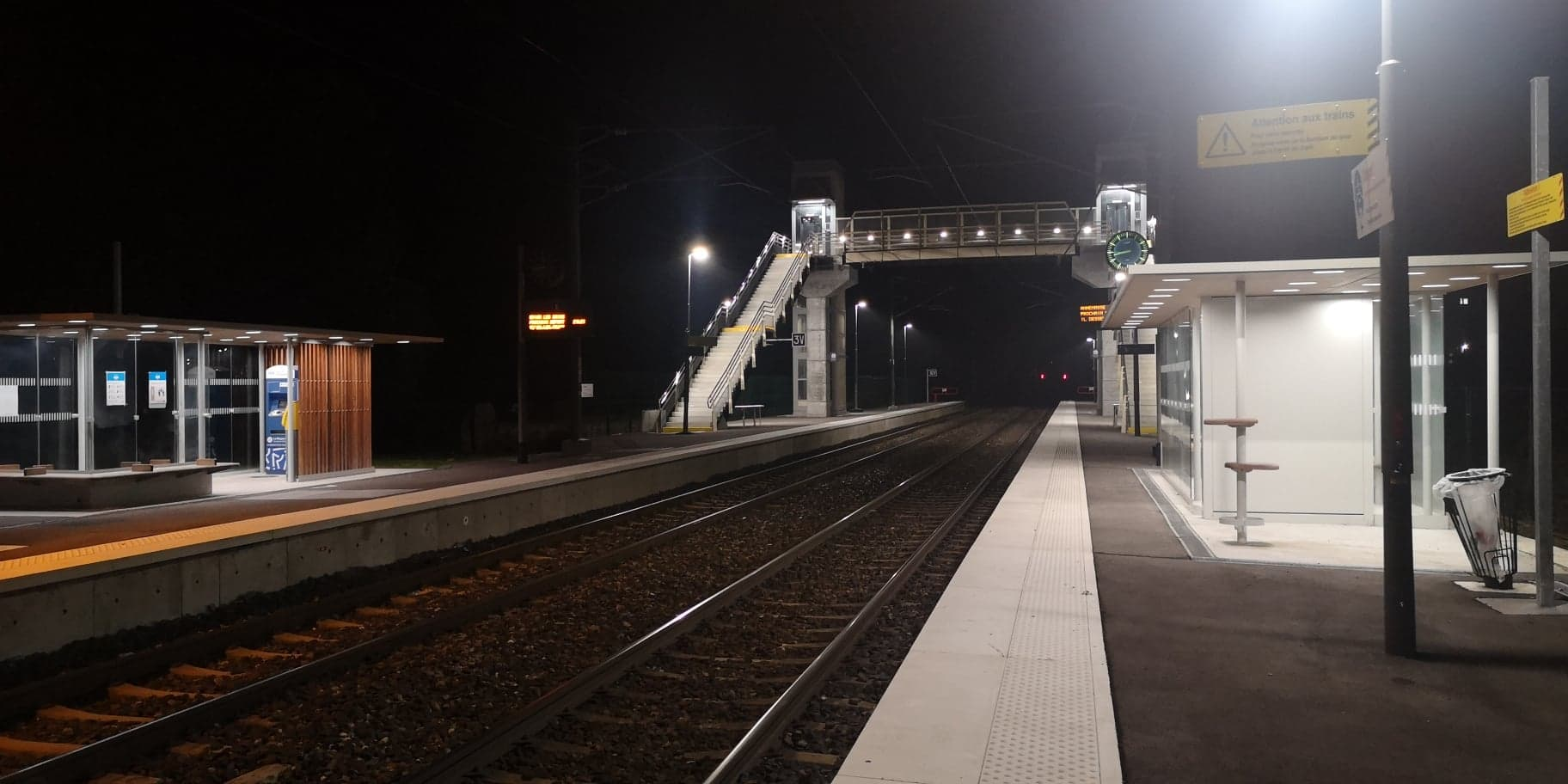
Voies et quais de la gare.
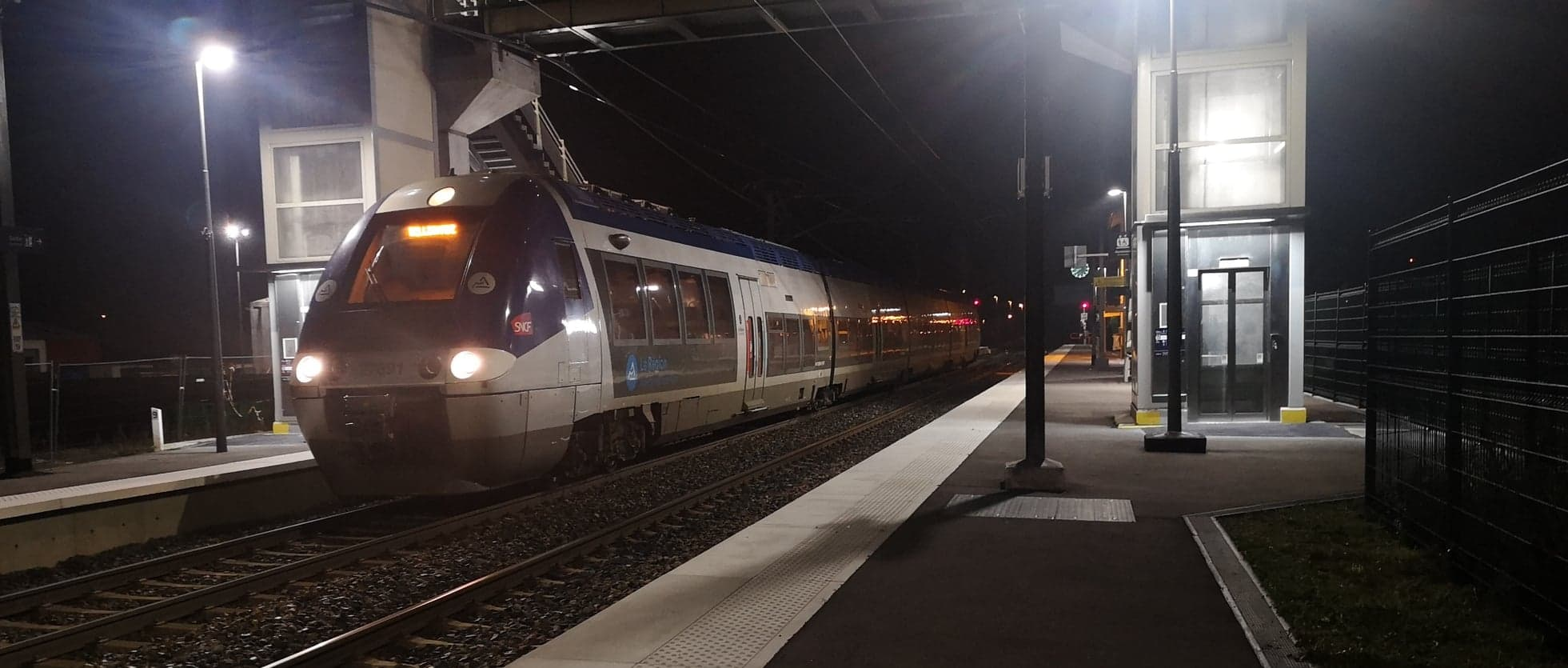
TER Auvergne-Rhône-Alpes assurant la relation Évian-Bellegarde.
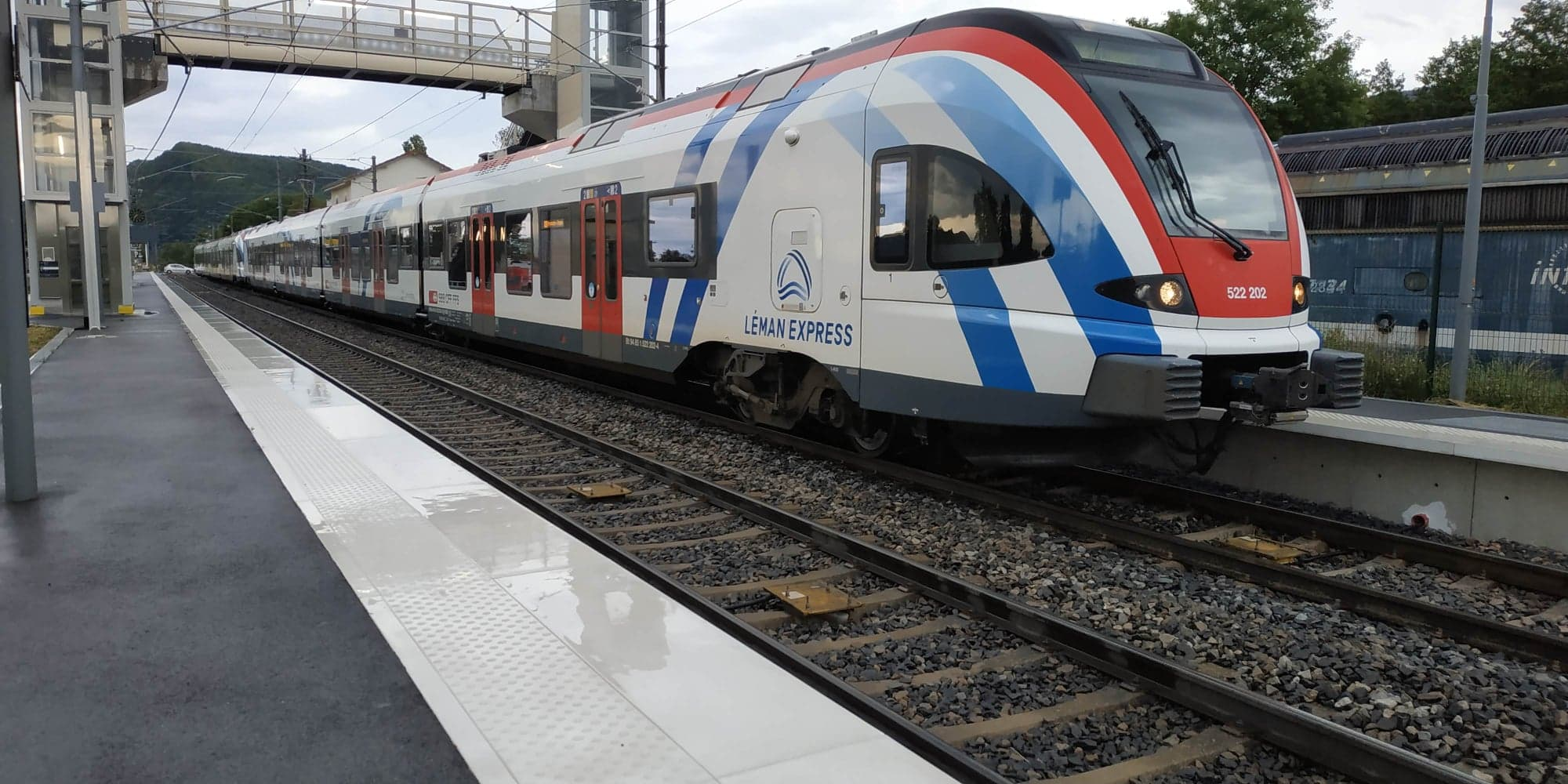
La gare de Perrignier est desservie par la ligne L1 du Léman Express.

## Projet
À plus long terme, après la mise en service de CEVA, la réouverture de la ligne du Tonkin entre Évian-les-Bains et Saint-Gingolph (frontière franco-suisse) pourrait permettre la création de liaisons plus efficaces entre le bassin genevois et le canton du Valais, via la rive sud du Léman. Ce projet de réouverture est à l'étude par RFF et la région Auvergne-Rhône-Alpes jusqu'en Décembre 2024. La phase opérationnelle, avec le début des travaux, devrait avoir lieu en 2024-25.